# James Diver
James Diver (* 19. Jahrhundert; † 20. Jahrhundert) war ein US-amerikanischer Radrennfahrer.

## Sportliche Laufbahn
Diver war im Bahnradsport aktiv. Bei den Bahnradsport-Weltmeisterschaften 1912 in Newark (New Jersey) gewann er bei Sieg von Donald McDougall die Bronzemedaille im Sprint der Amateure. Über seine weiteren Lebensdaten und Erfolge ist nichts bekannt.